# Oscar a la millor pel·lícula d'animació
L'Oscar a la millor pel·lícula d'animació (en anglès Academy Award for Best Animated Feature), és una les categories dels premis Oscar que cada any lliura l'Acadèmia de les Arts i les Ciències Cinematogràfiques de Hollywood a Los Angeles (Califòrnia).

## Història
El 1938 es va atorgar un premi especial a Walt Disney per Blancaneus i els set nans, per suposar tota una innovació en el camp dels llargmetratges.
La Bella i la Bèstia (1991), Up (2009) i Toy Story 3 (2010), són fins ara les úniques pel·lícules d'animació nominades a la categoria d'oscar a la millor pel·lícula. En el cas de la primera, encara no existia el premi a la millor pel·lícula d'animació.
El 1995 es va concedir un altre premi especial, en aquesta ocasió a John Lasseter per Toy Story, la primera pel·lícula de llarga durada creada completament per ordinador.
No obstant això, no va ser fins a l'any 2001 quan el premi a la millor pel·lícula d'animació va ser creada com a tal. La pel·lícula que va obtenir el primer Oscar en aquesta categoria va ser Shrek.
Fins al 2024, El viatge de Chihiro va ser la primera i única pel·lícula d'anime que havia guanyat aquest premi, així com la primera i única pel·lícula d'animació estrangera (de parla no anglesa) a guanyar, la qual ha competit contra un nombre més gran de pel·lícules (cinc nominades), i l'única de totes les que han rebut aquest premi que utilitza la tècnica d'animació tradicional. Aquell any s'hi va afegir una pel·lícula també d'animació japonesa i tradicional: El noi i l'ocell. A més és l'única d'aquesta categoria que també ha guanyat l'Os d'Or a la "millor pel·lícula" al Festival de Cinema de Berlín. Encara sense ser la pel·lícula més taquillera d'entre les d'aquesta categoria, sí que és la primera pel·lícula de la història en recaptar més de dos-cents milions de dòlars en les taquilles de tot el món abans d'estrenar als Estats Units, d'aquesta manera va ser considerada la pel·lícula no anglosaxona més reeixida de tots els temps fins a 2011, quan la comèdia francesa Intocable li va prendre aquest lloc recaptant una xifra lleugerament superior. També és, fins ara, l'única que figura com habitual en les llistes de crítics de cinema entre les "millors pel·lícules de la dècada del 2000", sent una de les poques pel·lícules d'animació (costat de WALL·E de Pixar) que figuren en aquesta classe de llistes costat d'altres d'imatge real. Posteriorment el seu èxit va donar lloc a la nominació als Oscars per la pel·lícula del seu director Hayao Miyazaki (El castell ambulant) i la preselecció en aquesta categoria per dues pel·lícules del Studio Ghibli: Ponyo al penya-segat i Arrietty i el món dels diminuts.
Altres pel·lícules d'animació també han obtingut nominacions i premis en categories menors, per exemple: Malson abans de Nadal va ser nominada als efectes especials, The Lion King va obtenir 2 estatuetes (en les categories de Millor Banda Sonora i Millor Cançó), i, la pel·lícula de semi-animació Qui ha enredat en Roger Rabbit? va obtenir 3 premis.
Les úniques pel·lícules que han estat nominades a l'Òscar són: La Blancaneu i els set nans, Pinotxo, Fantasia, Dumbo, Qui ha enredat en Roger Rabbit?, La Sireneta, La bella i la bèstia, Aladdin, The Lion King, Pocahontas, Toy Story, The Prince of Egypt, Tarzan, Monsters, Inc., Shrek, El viatge de Chihiro, Buscant en Nemo, Els increïbles, Wallace & Gromit: La maledicció de les verdures, Happy feet: Trencant el gel, Ratatouille, WALL·E, Up, Toy Story 3, Rango, Brave (Indomable), Frozen: El regne del gel, Big Hero 6, Del revés, Zootròpolis, Coco, Spider-Man: Un nou univers, Toy Story 4, Soul, Encanto, Pinotxo (pel·lícula de 2022 de Guillermo del Toro), El noi i l'ocell i Straume.

### Dècada de 2000
| Any  | Pel·lícula                                                 | Productor/s                         |
| ---- | ---------------------------------------------------------- | ----------------------------------- |
| 2001 | Shrek                                                      | Aron Warner                         |
| 2001 | Jimmy Neutron: El nen inventor (Jimmy Neutron: Boy Genius) | Steve Oedekerk i John A. Davis      |
| 2001 | Monsters, Inc.                                             | Peter Docter i John Lasseter        |
| 2002 | El viatge de Chihiro                                       | Hayao Miyazaki                      |
| 2002 | Ice Age: L'edat de gel                                     | Chris Wedge                         |
| 2002 | Lilo & Stitch                                              | Chris Sanders                       |
| 2002 | Spirit: el Cavall Indomable                                | Jeffrey Katzenberg                  |
| 2002 | Treasure Planet                                            | Ron Clements                        |
| 2003 | Buscant en Nemo                                            | Andrew Stanton                      |
| 2003 | Germà ós                                                   | Aaron Blaise i Robert Walker        |
| 2003 | The Triplets of Belleville                                 | Sylvain Chomet                      |
| 2004 | Els increïbles                                             | Brad Bird                           |
| 2004 | Shark Tale                                                 | Bill Damaschke                      |
| 2004 | Shrek 2                                                    | Andrew Adamson                      |
| 2005 | Wallace i Gromit: La maledicció de les verdures            | Nick Park i Steve Box               |
| 2005 | La núvia cadàver                                           | Mike Johnson i Tim Burton           |
| 2005 | El castell ambulant                                        | Hayao Miyazaki                      |
| 2006 | Happy feet: Trencant el gel                                | George Miller                       |
| 2006 | Cars                                                       | John Lasseter                       |
| 2006 | Monster House                                              | Gil Kenan                           |
| 2007 | Ratatouille                                                | Brad Bird                           |
| 2007 | Persepolis                                                 | Marjane Satrapi i Vincent Paronnaud |
| 2007 | Bojos pel surf                                             | Ash Brannon i Chris Buck            |
| 2008 | WALL·E                                                     | Andrew Stanton                      |
| 2008 | Bolt                                                       | Chris Williams i Byron Howard       |
| 2008 | Kung Fu Panda                                              | John Wayne Stevenson i Mark Osborne |
| 2009 | Up                                                         | Peter Docter                        |
| 2009 | Coraline                                                   | Henry Selick                        |
| 2009 | Fantastic Mr. Fox                                          | Wes Anderson                        |
| 2009 | The Princess and the Frog                                  | John Musker i Ron Clements          |
| 2009 | The Secret of Kells                                        | Tomm Moore                          |

### Dècada de 2010
| Any  | Pel·lícula                       | Productor/s                                                                   |
| ---- | -------------------------------- | ----------------------------------------------------------------------------- |
| 2010 | Toy Story 3                      | Lee Unkrich                                                                   |
| 2010 | Com ensinistrar un drac          | Chris Sanders i Dean DeBlois                                                  |
| 2010 | The Illusionist                  | Sylvain Chomet                                                                |
| 2011 | Rango                            | Gore Verbinski                                                                |
| 2011 | A Cat in Paris                   | Alain Gagnol i Jean-Loup Felicioli                                            |
| 2011 | Chico i Rita                     | Fernando Trueba i Javier Mariscal                                             |
| 2011 | Kung Fu Panda 2                  | Jennifer Yuh Nelson                                                           |
| 2011 | El gat amb botes                 | Chris Miller                                                                  |
| 2012 | Brave (Indomable)                | Mark Andrews i Brenda Chapman                                                 |
| 2012 | Frankenweenie                    | Tim Burton                                                                    |
| 2012 | ParaNorman                       | Sam Fell i Chris Butler                                                       |
| 2012 | Pirates!                         | Peter Lord                                                                    |
| 2012 | En Ralph, el destructor          | Rich Moore                                                                    |
| 2013 | Frozen: El regne del gel         | Chris Buck, Jennifer Lee i Peter Del Vecho                                    |
| 2013 | Els Croods                       | Chris Sanders, Kirk DeMicco i Kristine Belson                                 |
| 2013 | Gru 2, el meu dolent preferit    | Pierre Coffin, Chris Renaud i Chris Meledandri                                |
| 2013 | Ernest & Celestine               | Benjamin Renner i Didier Brunner                                              |
| 2013 | El vent s'aixeca                 | Hayao Miyazaki i Toshio Suzuki                                                |
| 2014 | Big Hero 6                       | Don Hall, Chris Williams i Roy Conli                                          |
| 2014 | The Boxtrolls                    | Anthony Stacchi, Graham Annable i Travis Knight                               |
| 2014 | Com ensinistrar un drac 2        | Dean DeBlois i Bonnie Arnold                                                  |
| 2014 | Song of the Sea                  | Tomm Moore i Paul Young                                                       |
| 2014 | The Tale of the Princess Kaguya  | Isao Takahata i Yoshiaki Nishimura                                            |
| 2015 | Del revés                        | Peter Docter i Jonas Rivera                                                   |
| 2015 | Anomalisa                        | Charlie Kaufman, Duke Johnson i Rosa Tran                                     |
| 2015 | Boy & the World                  | Alê Abreu                                                                     |
| 2015 | Shaun the Sheep Movie            | Mark Burton i Richard Starzak                                                 |
| 2015 | El record de la Marnie           | Hiromasa Yonebayashi i Yoshiaki Nishimura                                     |
| 2016 | Zootròpolis                      | Byron Howard, Rich Moore i Clark Spencer                                      |
| 2016 | Kubo and the Two Strings         | Travis Knight i Arianne Sutner                                                |
| 2016 | Moana                            | John Musker, Ron Clements i Osnat Shurer                                      |
| 2016 | My Life as a Zucchini            | Claude Barras i Max Karli                                                     |
| 2016 | La tortuga vermella              | Michaël Dudok de Wit i Toshio Suzuki                                          |
| 2017 | Coco                             | Lee Unkrich i Darla K. Anderson                                               |
| 2017 | El nadó en cap                   | Tom McGrath i Ramsey Ann Naito                                                |
| 2017 | The Breadwinner                  | Anthony Leo i Nora Twomey                                                     |
| 2017 | Ferdinand                        | Lori Forte i Carlos Saldanha                                                  |
| 2017 | Loving Vincent                   | Dorota Kobiela, Ivan Mactaggart i Hugh Welchman                               |
| 2018 | Spider-Man: Un nou univers       | Bob Persichetti, Peter Ramsey, Rodney Rothman, Phil Lord i Christopher Miller |
| 2018 | Els increïbles 2                 | Brad Bird, Nicole Paradis Grindle i John Walker                               |
| 2018 | Isle of Dogs                     | Wes Anderson, Jeremy Dawson, Steven Rales i Scott Rudin                       |
| 2018 | La Mirai, la meva germana petita | Mamoru Hosoda i Yūichirō Saitō                                                |
| 2018 | En Ralph destrueix internet      | Rich Moore, Phil Johnston i Clark Spencer                                     |
| 2019 | Toy Story 4                      | Josh Cooley, Jonas Rivera i Mark Nielsen                                      |
| 2019 | Com ensinistrar un drac 3        | Dean DeBlois, Bonnie Arnold i Brad Lewis                                      |
| 2019 | J'ai perdu mon corps             | Jeremy Clapin i Marc du Pontavice                                             |
| 2019 | Klaus                            | Sergio Pablos, Jinko Gotoh i Marisa Román                                     |
| 2019 | Missing Link                     | Chris Butler, Arianne Sutner i Travis Knight                                  |

### Dècada de 2020
| Any         | Pel·lícula                              | Productor/s                                                                               |
| ----------- | --------------------------------------- | ----------------------------------------------------------------------------------------- |
| 2020        | Soul                                    | Pete Docter i Dana Murray                                                                 |
| 2020        | Onward                                  | Dan Scanlon i Kori Rae                                                                    |
| 2020        | Over the Moon                           | Glen Keane, Gennie Rim i Peilin Chou                                                      |
| 2020        | A Shaun the Sheep Movie: Farmageddon    | Richard Phelan, Will Becher i Paul Kewley                                                 |
| 2020        | Wolfwalkers                             | Tomm Moore, Ross Stewart, Paul Young i Stéphan Roelants                                   |
| 2021        | Encanto                                 | Jared Bush, Byron Howard, Yvett Merino i Clark Spencer                                    |
| 2021        | Flee                                    | Jonas Poher Rasmussen, Monica Hellström, Signe Byrge Sørensen i Charlotte De La Gournerie |
| 2021        | Luca                                    | Enrico Casarosa i Andrea Warren                                                           |
| 2021        | La família Mitchell contra les màquines | Mike Rianda, Phil Lord, Christopher Miller i Kurt Albrecht                                |
| 2021        | Raya i l'últim drac                     | Don Hall, Carlos López Estrada, Osnat Shurer i Peter Del Vecho                            |
| 2022        | Pinotxo                                 | Guillermo del Toro i Corey Campodonico                                                    |
| 2022        | Marcel the Shell with Shoes On          | Dean Fleischer Camp, Elisabeth Holm i Andrew Goldman                                      |
| 2022        | El gat amb botes: l'últim desig         | Joel Crawford i Mark Swift                                                                |
| 2022        | Red                                     | Domee Shi i Lindsey Collins                                                               |
| 2022        | El monstre marí                         | Chris Williams i Jed Schlanger                                                            |
| 2023        | El noi i l'ocell                        | Hayao Miyazaki i Toshio Suzuki                                                            |
| 2023        | Elemental                               | Peter Sohn y Denise Ream                                                                  |
| 2023        | Nimona                                  | Nick Bruno , Troy Quane , Karen Ryan i Julie Zackary                                      |
| 2023        | Spider-Man: creuant el Multivers        | Kemp Powers, Justin K. Thompson, Phil Lord, Christopher Miller & Amy Pascal               |
| 2023        | Robot Dreams                            | Pablo Berger, Ibon Cormenzana, Ignasi Estapé i Sandra Tapia Díaz                          |
| 2024 (97th) | Straume                                 | Matīss Kaža, Gints Zilbalodis, Ron Dyens & Gregory Zalcman                                |
| 2024 (97th) | Del revés 2                             | Kelsey Mann i Mark Nielsen                                                                |
| 2024 (97th) | Memoir of a Snail                       | Adam Elliot i Liz Kearney                                                                 |
| 2024 (97th) | Wallace & Gromit: Vengeance Most Fowl   | Nominats determinats                                                                      |
| 2024 (97th) | The Wild Robot                          | Chris Sanders i Jeff Hermann                                                              |

## Superlatius

### Els més guardonats
| Núm. | Director/Productor                                                                 |
| ---- | ---------------------------------------------------------------------------------- |
| 3    | Pete Docter                                                                        |
| 2    | Brad Bird, Byron Howard, Jonas Rivera, Clark Spencer, Andrew Stanton i Lee Unkrich |

### Els més nominats
| Núm. | Director/Productor |
| ---- | --- |
| 4    | Pete Docter |
| 3    | Brad Bird, Ron Clements, Dean DeBlois, Byron Howard, Travis Knight, Hayao Miyazaki, Rich Moore, Tomm Moore, Chris Sanders, Clark Spencer |
| 2    | Wes Anderson, Bonnie Arnold, Chris Buck, Tim Burton, Chris Butler, Sylvain Chomet, Don Hall, John Lasseter, Phil Lord, Christopher Miller, John Musker, Yoshiaki Nishimura, Jonas Rivera, Osnat Shurer, Andrew Stanton, Arianne Sutner, Toshio Suzuki, Lee Unkrich, Peter Del Vecho, Chris Williams, Paul Young |

### Estudis cinematogràfics
| Estudi                                      | Victories | Nominacions | Pel·lícules |
| ------------------------------------------- | --------- | ----------- | --- |
| Pixar Animation Studios                     | 11        | 18          | Monsters, Inc., Buscant en Nemo, Els Increïbles, Cars, Ratatouille, WALL·E, Up, Toy Story 3, Brave, Inside Out, Coco, Els Increïbles 2, Toy Story 4, Onward, Soul, Luca', Turning Red', Elemental, Del revés 2 |
| DreamWorks Animation                        | 3         | 14          | Shrek, Spirit: El cavall indomable, L'Espantataurons, Shrek 2, Wallace & Gromit: La maledicció de les verdures, Kung Fu Panda, Com ensinistrar un drac, Kung Fu Panda 2, El gat amb botes, Els Croods, Com ensinistrar un drac 2, El nadó en cap, Com ensinistrar un drac 3, El gat amb botes: l'últim desig, The Wild Robot |
| Walt Disney Animation Studios               | 4         | 13          | Lilo & Stitch, El planeta del tresor, Germà ós, Bolt, Tiana i el gripau, En Ralph, el destructor, Frozen: El regne del gel, Big Hero 6, Zootròpolis, Vaiana, En Ralph destrueix internet, Raya and the Last Dragon, Encanto                                                                                                  |
| Netflix                                     | 1         | 8           | J'ai perdu mon corps, Klaus, Over the Moon, La família Mitchell contra les màquines, Pinotxo, El monstre marí, Nimona, Wallace & Gromit: Vengeance Most Fowl |
| Laika                                       | 0         | 5           | The Boxtrolls, Coraline, ParaNorman, Kubo and the Two Strings, Mr.Link: L'origen perdut |
| Sony Pictures Animation                     | 1         | 5           | Monster House, Bojos pel surf, Pirates!, Spider-Man: Un nou univers, La família Mitchell contra les màquines, Spider-Man: creuant el Multivers |
| Studio Ghibli                               | 2         | 6           | El viatge de Chihiro, El castell ambulant, El vent s'aixeca, Kaguya-hime no Monogatari, El record de la Marnie, El noi i l'ocell |
| Aardman                                     | 1         | 4           | Wallace & Gromit: La maledicció de les verdures, Pirates!, Shaun the Sheep Movie, L'ovella Shaun, la pel·lícula: Granjaguedon, Wallace & Gromit: Vengeance Most Fowl |
| Les Armateurs                               | 1         | 3           | The Triplets of Belleville, El secret de Kells, Ernest i Célestine |
| Nickelodeon Movies                          | 1         | 2           | Jimmy Neutron: El nen inventor, Rango |
| Warner Bros. Family Entertainment           | 1         | 2           | La núvia cadàver, Happy Feet: Trencant el gel |
| Cartoon Saloon                              | 0         | 4           | El secret de Kells, La cançó del mar, The Breadwinner, Wolfwalkers |
| 20th Century Fox Animation/Blue Sky Studios | 0         | 4           | Ice Age: L'edat del gel, El fantàstic senyor Guillot, Ferdinand, Nimona |
| Tim Burton Productions                      | 0         | 2           | La núvia cadàver, Frankenweenie |
| RTVE                                        | 0         | 1           | Robot Dreams |
| Illumination Entertainment                  | 0         | 1           | Gru 2, el meu dolent preferit |
| BreakThru Films                             | 0         | 1           | Loving Vincent |
| Studio Chizu                                | 0         | 1           | Mirai, la meva germana petita |